# Laurel und Hardy: Das unfertige Fertighaus
Das unfertige Fertighaus (Originaltitel: The Finishing Touch, zu deutsch „Der letzte Schliff“) ist eine US-amerikanische Stummfilmkomödie des Komiker-Duos Laurel & Hardy. Seine Uraufführung hatte der Film am 25. Februar 1928. Bei seiner Erstausstrahlung in den deutschen Kinos, vermutlich im Jahr 1929, hatte er den alternativen Titel Das ideale Wochenendhaus.

## Handlung
Stan und Ollie haben den Auftrag, für 500 Dollar ein Fertighaus zu bauen. Aufgrund ihrer Tollpatschigkeit stoßen sie dabei auf etliche Hindernisse: Mal machen sie zu viel Krach, so dass die Krankenschwester des gegenüberliegenden Krankenhauses Ärger macht, mal stehen sie sich gegenseitig im Weg und behindern sich und mal bekommen sie auch Probleme mit einem Polizisten.
Letztendlich können sie das Haus trotz aller Mühseligkeiten fertigstellen, der Auftraggeber gibt ihnen ihr Geld und alles scheint in Ordnung. Bis sich ein Vogel auf den Schornstein setzt und so dessen Einsturz verursacht, so dass dieser ein Loch ins Dach schlägt, was zur Folge hat, dass auch einige Fenster zersplittern und das Geländer der Veranda zu Bruch geht. Der Auftraggeber verlangt sein Geld zurück, was jedoch von Stan und Ollie verweigert wird. Es kommt zu einem großen Streit ums Geld, den der Auftraggeber aber zum Schluss für sich entscheidet. Doch damit noch nicht genug, verpasst er Stan auch noch einen Tritt. Es folgt ein weiterer Streit, der aus „Steinschleudern“ besteht. Als Stan und Ollie einen großen Stein nehmen, ohne sich dessen bewusst zu sein, dass dieser bis dato den Lastwagen am Berg stehend hielt, welcher sonst auf der abschüssigen Fläche mitten ins Haus gerollt wäre, passiert genau das. In der letzten Szene lässt Stan, der den Stein in der Hand gehalten hatte, diesen auf den Fuß von Ollie fallen; dieser rächt sich jedoch und tut dasselbe absichtlich.

## Sonstiges
- Das Haus, das von Stan und Ollie verschandelt wird, wurde von Handwerkern des Hal Roach Studios auf einem leeren Grundstück an der Motor Avenue in der Nähe der Fox Studios gebaut.
- Eigentlich sollte das Haus am Ende zerstört werden, indem die Jungs mit ihrem LKW mittendurch fahren und eine klaffende Lücke hinterlassen. Aber da die Handwerker sich nicht an die Bauanweisungen hielten, ging der Schlussgag schief und der LKW blieb mitten im Haus stecken. Stan nahm es gelassen hin und meinte: „Vielleicht ist es so ja lustiger!“